# Uracanthus loranthi
Uracanthus loranthi là một loài bọ cánh cứng trong họ Cerambycidae.